# Фанткритик
Фанткритик — єдиний у Росії конкурс (премія) рецензій та критичних статей на книги у жанрі фантастики.
Мета конкурсу, в якому традиційно беруть участь молоді та відомі критики не лише з Росії, а також із України, Білорусі, Естонії та Ізраїлю, — покращення якості критики та рецензування у сфері фантастичної літератури.
Основною подією «Фанткритика» є розбір поданих на конкурс робіт, що проводиться відомими письменниками, критиками, журналістами, що увійшли до складу журі. Інтриги в цей захід додає те, що ніхто з членів журі до останнього моменту не знає, кому належить текст, що критикується. Таким чином досягається максимальна об'єктивність та неупередженість членів журі.

## Історія конкурсу
Перше вручення премії відбулося 8 травня 2005 року. Конкурс проводився до 2018 року. Адміністрація Книжкового ярмарку Дому культури імені Н. К. Крупської (м. Санкт-Петербург) офіційно повідомила про закриття мережевого журналу «Питерbook», де розміщувалися тексти учасників «Фанткритика». У зв'язку з цим з 15 березня 2019 року було припинено і проведення конкурсу «Фанткритик». В 2019 році конкурс не проводився.
З 2020 року конкурс проводить Бєляєвський фонд підтримки та розвитку літератури. Організаційними питаннями оновленої премії займається новий секретар Оргкомітету петербурзький фантаст, критик і перекладач Сергій Удалін (секретарем старого Фанткритика була Юлія Зартайська — директор рекламного відділу Книжкового ярмарку імені Н. К. Крупської). Було введено деякі невеликі зміни до умов проведення конкурсу.
Беззмінний голова журі — петербурзький фантаст і критик Андрій Балабуха.

## Номінації
1. Рецензія (I, II, III місця; з 2005 року);
2. Літературно-критична стаття (з 2010 року; з 2018 — I, II, III місця);
3. Приз глядацьких симпатій (одноразово в 2006 році).

У номінаціях «Рецензія» та «Літературно-критична стаття» були передбачені грошові винагороди. Призовий фонд у 2018 році було збільшено. Починаючи з 2020 року конкурс проводиться на безоплатній основі, переможці отримують пам'ятні призи та дипломи, інші лауреати — дипломи за II і III місця.
Додатковими стимулами для учасників та лауреатів є публікація рецензій та статей на сторінках інформаційних партнерів конкурсу — газети «EX Libris НГ», альманаху фантастики «Полудень», німецького російськомовного журналу «Edita» та ін.

## Умови проведення конкурсу
- До участі в конкурсі допускаються лише рецензії та статті, які не публікувалися раніше (на друкованих та електронних носіях);
- Однією з важливих умов конкурсу є анонімність, тому учасники не повинні розкривати таємницю авторства аж до підбиття підсумків — у тому числі, не допускаються публікації у соціальних мережах, а також згадування авторства у тексті самих конкурсних робіт. У разі порушення цієї умови, конкурсні тексти підлягають дискваліфікації;
- Рецензії приймаються на книги, що вийшли протягом попереднього і нинішнього календарного року за вихідними даними видання (це обмеження не стосується літературно-критичних статей);
- Рецензії та статті надсилаються у вигляді вкладених файлів на електронну адресу секретаря Оргкомітету;
- Від одного учасника на конкурс приймається не більше ніж 3 тексти;
- Не допускається подання текстів від автора під різними псевдонімами;
- Тексти-фіналісти розміщуються на сторінках конкурсу в соціальних мережах Вконтакте і Facebook;
- Тексти розміщуються анонімно; журі отримує роботи, які увійшли до короткого списку (імена учасників аж до підбиття підсумків залишаються відомими лише одній людині — секретареві Оргкомітету);
- Після завершення прийому робіт Оргкомітет відбирає рецензії та статті для короткого списку;
- Журі оцінює рецензії та статті за 10-бальною системою (для визначення переможця бали підсумовуються);
- Оргкомітет не бере на себе обов'язок редагування і коректури текстів;
- У конкурсі не можуть брати участь члени журі та їхні родичі.

## Лауреати оновленого «Фанткритика»
| 2020 | Лауреат, країна                   | Номінація                   | Місце     | Назва твору мовою оригіналу                                                                    |
| ---- | --------------------------------- | --------------------------- | --------- | ---------------------------------------------------------------------------------------------- |
| 2020 | Олександр Москвін (РФ)            | Рецензія                    | I місце   | Именем дредов, светлячков и пластинок                                                          |
| 2020 | Ніка Батхен (РФ)                  | Рецензія                    | II місце  | Свободу Анжеле Д.!                                                                             |
| 2020 | Станіслав Бескаравайний (Україна) | Рецензія                    | III місце | Как взрослеет вселенная                                                                        |
| 2020 | Ельвіра Жейдс (РФ)                | Рецензія                    | III місце | Канон Кайроса или руководство к бесплодным на вид попыткам схватить счастливый случай за вихор |
| 2020 | Олександр Москвін (РФ)            | Літературно-критична стаття | I місце   | Тёмные силы в шаговой доступности                                                              |
| 2020 | Артем Гуларян (РФ)                | Літературно-критична стаття | II місце  | Из чего строятся миры                                                                          |
| 2020 | Микола Гриценко (Україна)         | Літературно-критична стаття | III місце | О цикле Олеся Бердника «Камертон Дажбога»                                                      |
| 2021 | Павло Виноградов (РФ)             | Рецензія                    | I місце   | Затерянный в Серебряном море                                                                   |
| 2021 | Ольга Лисенкова (РФ)              | Рецензія                    | II місце  | Зазеркальная бездна                                                                            |
| 2021 | Віталій Придатко (Україна)        | Рецензія                    | III місце | Одна маленькая очень гордая кнопка                                                             |
| 2021 | Микола Гриценко (Україна)         | Літературно-критична стаття | I місце   | Эвальд Ильенков и научная фантастика                                                           |
| 2021 | Станіслав Бескаравайний (Україна) | Літературно-критична стаття | II місце  | Долгоживущие                                                                                   |
| 2021 | Віталій Придатко (Україна)        | Літературно-критична стаття | III місце | Нисхождение в WEB                                                                              |
| 2021 | Тетяна Мінасян (РФ)               | Літературно-критична стаття | III місце | Женщины из мира Полудня и других миров братьев Стругацких                                      |